# 乌克兰国家协会

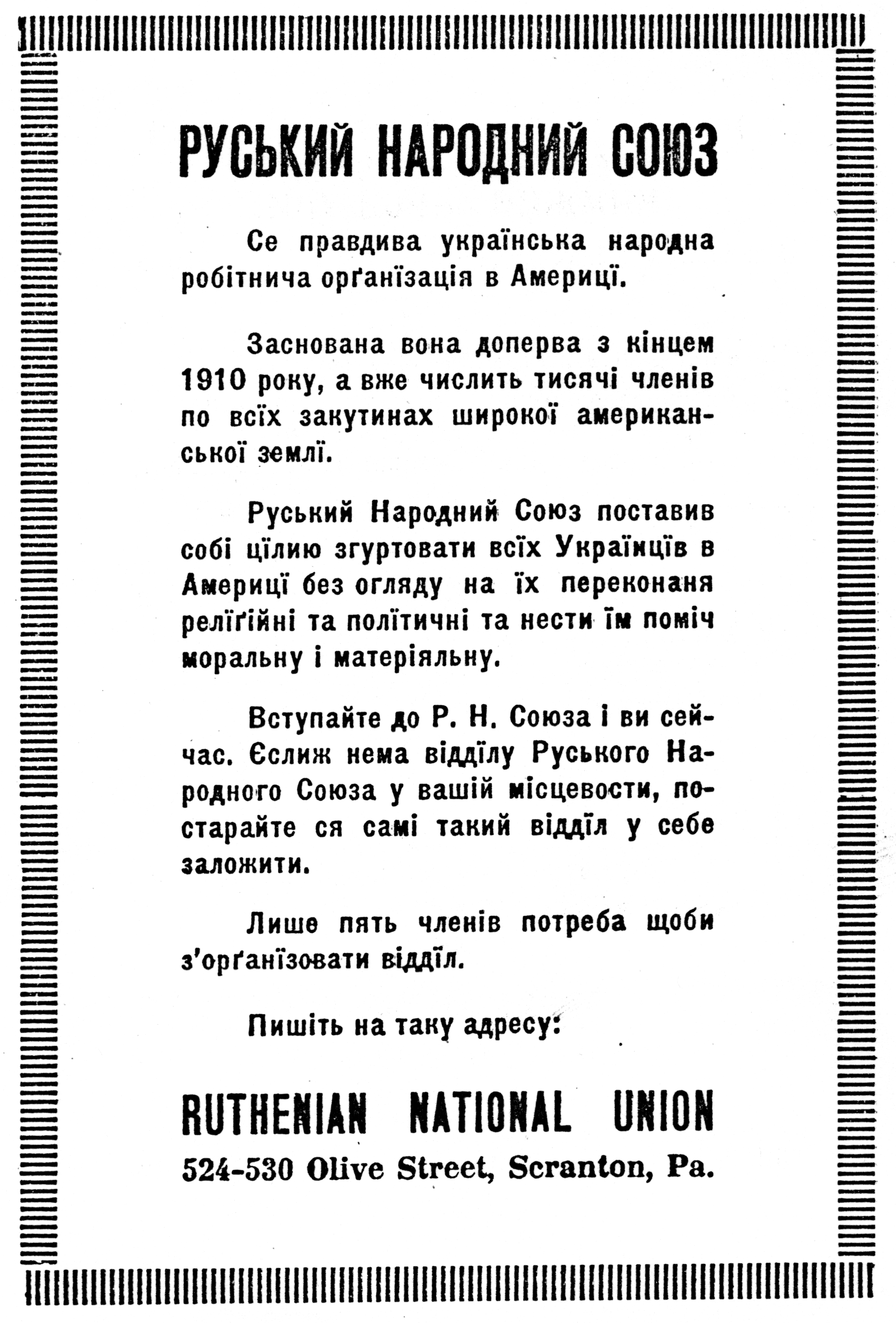
1916年鲁塞尼亚民族联盟成员的广告。

乌克兰国家协会（乌克兰语：Український народний союз）简称UNA，1914年之前被称为鲁塞尼亚民族联盟（乌克兰语：Руський Народний Союз），是一个于1894年2月22日在宾夕法尼亚州沙莫金成立的北美兄弟会组织。

## 历史
乌克兰国家协会最初名为鲁塞尼亚民族联盟（乌克兰语：Руський Народний Союз），旨在对抗以匈牙利语为主的美国希腊天主教联盟。该联盟采用《自由报》作为其机关报。该组织还为特殊人员提供多方面物质帮助，如提供丧葬费用和照顾贫困成员，同时也促进了乌克兰文化的进步。
该联盟在后来将其名称改为乌克兰国家协会，以宣称该协会具体的乌克兰文化身份。
在冷战期间，乌克兰国家协会代表乌克兰进行了该国独立运动有关宣传。协会还曾赞助哈佛大学建立乌克兰研究中心，并在华盛顿特区建立了塔拉斯·谢甫琴科纪念碑。该协会还曾出版《乌克兰：一部简明的百科全书》一书。
此协会与美国的乌克兰的东正教会保持着紧密的联系。

## 会员
拥有乌克兰血统的人或与之乌克兰血统结婚的人都可以进入此协会。十六岁以下的符合身份要求的人可加入该协会的青少年部。
1965年，乌克兰国家协会有84,414名会员。到1979年，它的会员人数下降到81,000人。到了1995年，该协会的成员数下降到了69,000名成员。该协会现在于美国和加拿大有50,000多名成员，这些成员在乌克兰国家协会拥有超过1.7亿美元的人寿保险。
1979年，乌克兰国家协会在美国和加拿大等29个地区设立了了465个分会。其总部设在新泽西州的泽西市。

## 活动
1952年，该组织在卡茨基尔建立了Soyuzivka中心，作为其成员的文化中心使用。该协会创办了英语周报《乌克兰周报》和乌克兰语日报《自由报》及月刊《Veselka》。该联盟也经常进行慈善捐助，其中包括暑期学校、民间舞蹈以及文化活动。